# Hraniční přechod Potůčky–Johanngeorgenstadt
Hraniční přechod Potůčky–Johanngeorgenstadt (německy Grenzübergang Johanngeorgenstadt–Potůčky) je bývalý silniční hraniční přechod, který se nachází na česko-německé státní hranici na hraničním úseku XVIII/1 - XVIII/2 mezi českou obcí Potůčky (okres Karlovy Vary, Karlovarský kraj) a německým městem Johanngeorgenstadt (zemský okres Krušné hory, spolková země Sasko). Přechod leží v nadmořské výšce 692 m n. m. na silnici II/221; za hranicí pokračuje německá silnice S272a. Před zrušením byl určen pro pěší, cyklisty, motocykly a osobní automobily; pro automobily do 3,5 t slouží od roku 2008.
Hraniční přechod byl zrušen při vstupu České republiky do Schengenského prostoru v roce 2007. V případě dočasného znovuzavedení ochrany vnitřních hranic je provoz na hraničním přechodu upraven Sdělením Ministerstva vnitra č. 395/2021 Sb.